# チャンドラダート・シン

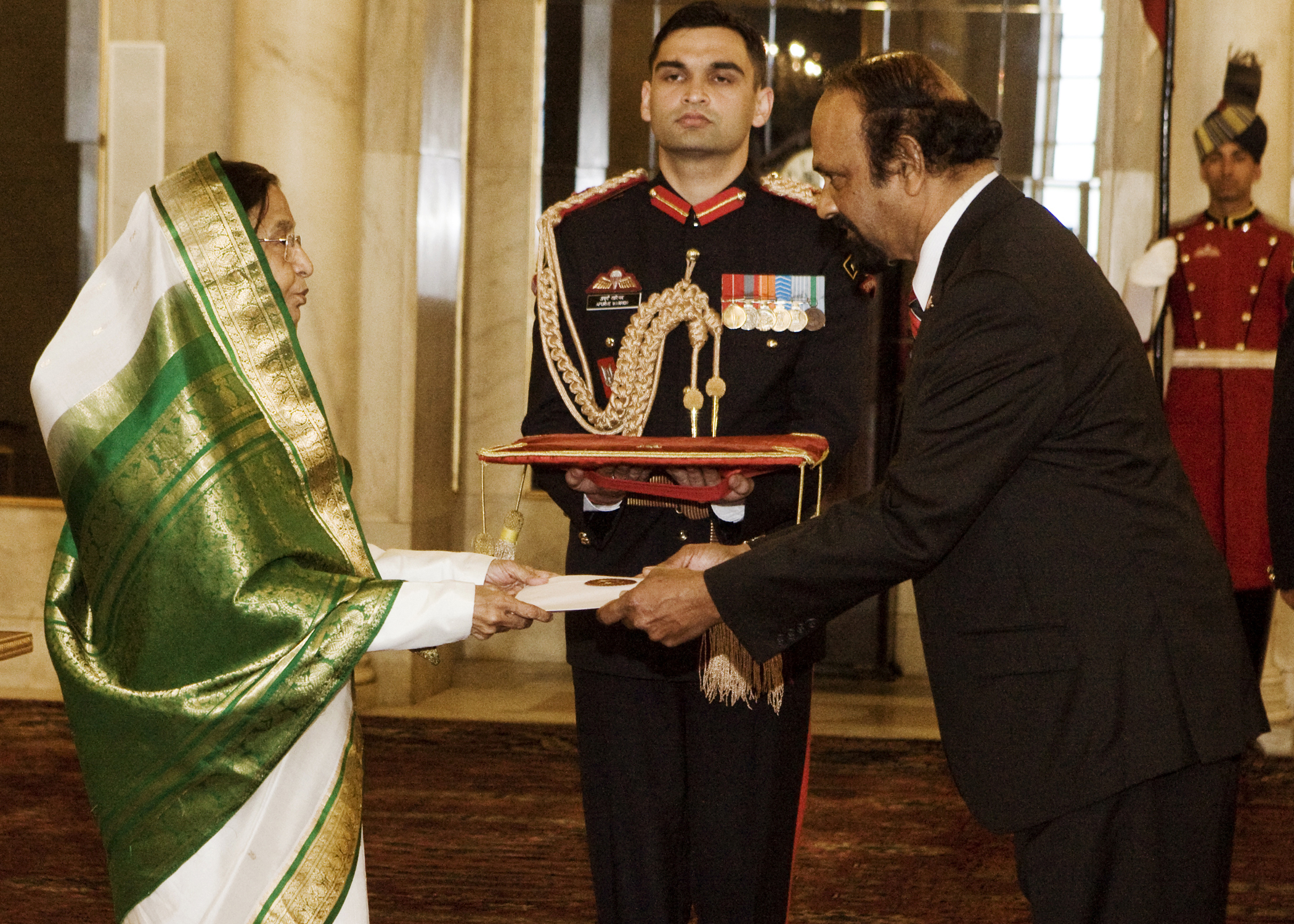
プラティバ・パティル大統領（左）に信任状を捧呈するシン高等弁務官（2011年）

チャンドラダート・シン（英語: Chandradath Singh、簡体字中国語: 钱德拉达斯·辛格、1944年12月16日 - ）は、トリニダード・トバゴの外交官、大使、高等弁務官。英領（当時）トリニダード島フィザバード出身。初代マイアミ総領事（1997年～2002年）、ニューデリー常駐の在インド高等弁務官（大使相当、2011年～2014年）兼駐日大使（2012年～2023年）兼在シンガポール高等弁務官（2011年～2022年）を経て、2014年から2016年にかけて初代在中華人民共和国大使を務めた。

## 経歴
1977年、外務省に入省。1978年まで本省で研修した後、1978年から1981年にかけて在英国高等弁務官事務所二等書記官、1981年から1984年にかけて在カナダ高等弁務官事務所一等書記官。
1984年から1988年にかけてのポートオブスペインの本省勤務などを経て、1990年から1992年にかけて在インド高等弁務官事務所（大使館相当）副高等弁務官。
1993年から1997年にかけて本省で儀典長を務めた後、1997年7月18日にアメリカ合衆国フロリダ州マイアミに赴任して総領事館開設に携わり、2002年まで初代マイアミ総領事を務め上げた。
2005年から2011年2月にかけて、マイアミ・デイド郡の北隣りに位置するブロワード郡の公園・レクリエーション部 (en:Department of Parks and Recreation)（DPR）で、主にクリケットの試合開催や推進に携わった。
2011年2月25日、ニューデリーのラシュトラパティ・バワンでプラティバ・パティル大統領に信任状を捧呈して、在インド高等弁務官（大使相当）に就任。2014年まで在インド高等弁務官として奉職した。
2011年7月28日、非常駐の在シンガポール高等弁務官としてシンガポールを訪問し、イスタナでセッラパン・ラーマナータン大統領に信任状を捧呈した。
2012年9月10日、非常駐の駐日大使として東京を訪問し、皇居で天皇（当時。令和時代の上皇）に信任状を捧呈した。
2014年2月26日、在中華人民共和国大使館の開館に伴い、カムラ・パサード＝ビセッサー首相らと共に初代在中華人民共和国大使のシンが大使館開館式を執り行った。同年3月20日、北京市の人民大会堂で習近平国家主席に信任状を捧呈した。
2016年6月22日、王超外交副部長（外務副大臣）に在中国大使離任の挨拶をした。